# Oscar Dorley
Oscar Murphy Dorley (* 19. července 1998 Monrovia) je liberijský profesionální fotbalista, který hraje na pozici středního záložníka za český klubu SK Slavia Praha a za liberijský národní tým.

## Klubová kariéra
Dorley se narodil v Monrovii a hrál zde klubový fotbal pro Monrovia Club Breweries. V roce 2016 se přesunul do Evropy, když podepsal smlouvu s litevským klubem FK Trakai. Za severský celek nastupoval Oscar dva roky, během kterých odehrál v litevské lize čtyřicet tři ligových zápasů s bilancí jedenácti vstřelených branek a stejného počtu asistencí. Dne 29. června 2017 debutoval Oscar v pohárové Evropě, a to při utkání prvního předkola Evropské ligy proti skotskému klubu St. Johnstone FC. V dresu Trakai postoupil až do třetího předkola, kde litevský celek vypadl se severomakedonskou Škendijou.

### Slovan Liberec
V únoru 2018 odešel Oscar na hostování s opcí do českého týmu FC Slovan Liberec. Svůj debut v dresu Slovanu si odbyl 18. února, kdy odehrál celé utkání proti pražské Spartě pod trenérem Davidem Holoubkem. Oscar se ihned stal stabilním členem základní sestavy a 12. května vstřelil v utkání proti Baníku Ostrava svůj první gól v české nejvyšší soutěži. V jarní části sezony 2017/18 nastoupil do dvanácti ligových utkání, ve kterých vsítil jednu branku.
Na začátku sezony 2018/19 přišel o své místo v základní sestavě nového trenéra Zsolta Hornyáka. Po sérii špatných výsledků Liberce se ale Oscar do ní vrátil zpátky na konci září 2018 a ve zbytku podzimní části nevynechal ani minutu. V lednu 2019 přestoupil do severočeského klubu natrvalo a podepsal se Slovanem smlouvu na tři a půl roku. V prvním jarním zápase roku 2019 Oscar gólem a asistencí rozhodl o výhře Liberce 4:0 proti Karviné. V sezoně 2018/19 patřil Oscar ke klíčovým hráčům týmu, dohromady nastoupil do 28 utkání a pomohl Liberci ke konečné šesté příčce.

### Slavia Praha
Dne 11. srpna 2019 přestoupil Oscar do pražské Slavie, s níž podepsal čtyřletou smlouvu. Ve Slovanu Liberec zůstal na hostování až do konce roku 2019. V dresu Liberce nastoupil do dalších patnácti utkání FORTUNA:LIGY a vstřelil jednu branku na hřišti Bohemians 1905.
Svůj debut v dresu pražské Slavie si Oscar odbyl 1. března 2020, kdy odehrál celé utkání proti Slovácku. Ve zbytku jarní části sezony 2019/20 nastoupil do dalších pěti utkání, z toho dvakrát v základní sestavě a podílel se na zisku domácího titulu.
Na začátku sezony 2020/21 začal Oscar pravidelně nastupovat v základní sestavě trenéra Jindřicha Trpišovského. Se Slavií postoupil ze základní skupiny Evropské ligy do jarní vyřazovací fáze, nastoupil také do utkání šestnáctifinále proti Leicesteru City, do osmifinálových utkání proti Rangers i do čtvrtfinále proti Arsenalu. Oscar byl také jedním z klíčových hráčů pražského klubu i v úspěšné cestě za domácím doublem, 20. května 2021 odehrál celé vítězné finále domácího poháru proti Viktorii Plzeň. Dohromady nastoupil v sezoně do 41 soutěžních utkání, dal dvě branky a přidal tři asistence. V létě 2021 prodloužil svůj kontrakt do roku 2025.
V prvních dvou kolech sezony 2021/22 asistoval Oscar na tři branky, při absenci kapitána Jana Bořila podával stabilní výkony na levém kraji obrany Slavie. 24. října 2021 skóroval při remíze 2:2 s Českými Budějovicemi. 19. prosince, v posledním utkání podzimní části sezony, obdržel Oscar v 51. minutě utkání proti Baníku Ostrava červenou kartu po faulu na Jana Jurošku. Kvůli karetnímu trestu vynechal dvě úvodní ligová kola na jaře 2022 a také čtvrtfinále českého poháru proti pražské Spartě (prohra 0:2). Na trávník se vrátil až 17. února, kdy nastoupil v základní sestavě pražského klubu na půdě tureckého Fenerbahçe v šestnáctifinále Konferenční ligy, a v 62. minutě dalekonosnou ranou poslal Slavii do vedení 2:1. Dohromady v sezoně odehrál 38 soutěžních zápasů, v nichž vstřelil dva góly.
V ligovém ročníku 2022/23 se liberijský univerzál i přes vysokou konkurenci udržel v základní sestavě, nastupoval na levém beku či ve středu zálohy, kde nastupoval po boku Jakuba Hromady. V sezoně pravidelně nastupoval na postu středního záložníka a pomohl Slavii ke druhému místu v lize, 3. května odehrál také celé finále českého poháru proti pražské Spartě a svým výkonem se podílel na výhře 2:0.
V srpnu 2023 prodloužil Oscar svou smlouvu se Slavií do léta 2027. V sezóně 2023/24 se stal klíčovým hráčem záložní řady Slavie, se kterou postoupil z prvního místa základní skupiny Evropské ligy do jarní vyřazovací fáze. 10. března 2024 odehrál svůj 100. ligový zápas v dresu pražského klubu, zároveň stal přesně stým slávistou, který tohoto milníku dosáhl. 15. května 2024 nádherným gólem přispěl k výhře 3:0 nad plzeňskou Viktorií. V celé sezoně odehrál 44 utkání a pomohl Slavii k druhé příčce v lize. V létě 2024 byl Oscar spojován s přestupem do tureckého Galatasaraye či do španělské Sevilly, liberijský záložník se však rozhodl zůstat ve Slavii.

## Reprezentační kariéra
Svůj debut v liberijské reprezentaci si Oscar odbyl 5. července 2015 při kvalifikační remíze 1:1 Afrického poháru národů proti Guineji. V roce 2018 se Oscar stal stabilním členem základní sestavy liberijského národního týmu a začal pravidelně nastupovat na pozici středního záložníka.
V listopadu 2023 se Oscar stal novým kapitánem liberijské reprezentace.